# Сурско-Литовское
Су́рско-Лито́вское (укр. Сурсько-Литовське) — село, Сурско-Литовский сельский совет, Днепровский район,
Днепропетровская область, Украина.
Код КОАТУУ — 1221487501. Население по переписи 2001 года составляло 4264 человека.
Является административным центром Сурско-Литовского сельского совета, в который не входят другие населённые пункты.

## География
Село Сурско-Литовское находится на берегу реки Мокрая Сура, выше по течению примыкает село Сурско-Клевцево, ниже по течению на расстоянии в 1,5 км расположено село Новоалександровка.
Через село проходят автомобильная дорога Т-0421 и железная дорога, станция Сурское.

## История
Возникновение поселения на месте современного села приходится на конец XVIII века, когда после победы Российской империи в русско-турецкой войне 1787—1791 годов началось интенсивное заселение земель Южной Украины.
30 мая 1793 года, согласно царскому указу, крестьяне казенной суконной мануфактуры из города Дубровно Могилёвской губернии переводились в Екатеринослав. В июле 1794 года для работы на фабриках прибыло 285 семей, всего 1792 человека. Их разместили по окрестным казенным поселениям. Весной 1795 года они переехали в построенные для них по берегам Мокрой Суры дома. Из-за неурожая, нехватки продуктов и питьевой воды, что влекло болезни, поселенцы истощались, их количество за 4 года после переселения уменьшилось на 599 человек.
В первые годы после основания поселения не имело официального названия. Но уже в 1798 году в одном из документов оно упоминается как казённое село Дубровинское, а в другом — как слобода Сурское. В начале XIX века за селом закрепилось название фабричной слободы Сурско-Литовской.
В начале XIX века здесь построили прядильню и ткальню с четырьмя станками, которые были филиалом Екатеринославской фабрики. Однако эти мастерские просуществовали недолго.
Благодаря своему близкому расположению возле крупного промышленного центра, которым во второй половине XIX века стал Екатеринослав, возрастает количество населения Сурско-Литовского. Так, в 1858 году население составляло 1 417 жителей, в 1884 — 2 442 жителя, в 1897 — 3 656 жителей. Село стало центром Сурской волости Екатеринославского уезда.
В начале XX века в селе были открыты церковно-приходская школа и двухклассное училище.
Во время коллективизации в СССР в конце 1920-х годов в селе создано 6 колхозов.
В 1929 году открыта железнодорожная станция Сурское на новопостроенной железной дороге.
Во время Второй мировой войны, в период с августа 1941 года по октябрь 1943 года село контролировалось немецкими войсками.
В послевоенные годы началось укрупнение колхозов, а в 1959 году на базе 6 колхозов села создан один — им. Дзержинского.
В 1967 году численность населения Сурско-Литовского составляла 4330 жителей. В селе была участковая больница на 35 мест, ФАП, роддом, средняя и начальная школы, детский комбинат. Учреждения сферы быта: 9 магазинов, столовая, швейная и телемастерская.
В 1989 году по переписи здесь проживало примерно 4700 жителей.

## Социальная сфера
- Лицей.
- Клуб.
- Больница.
- Фельдшерско-акушерский пункт.
- УПТК.

## Известные люди
- В селе родился Головко, Андрей Сидорович (1903—?) — советский военачальник, генерал-майор.
- В селе родился Решетников, Фёдор Павлович (15 (28) июля 1906 года — 13 декабря 1988 года) — советский живописец и график.

## Галерея

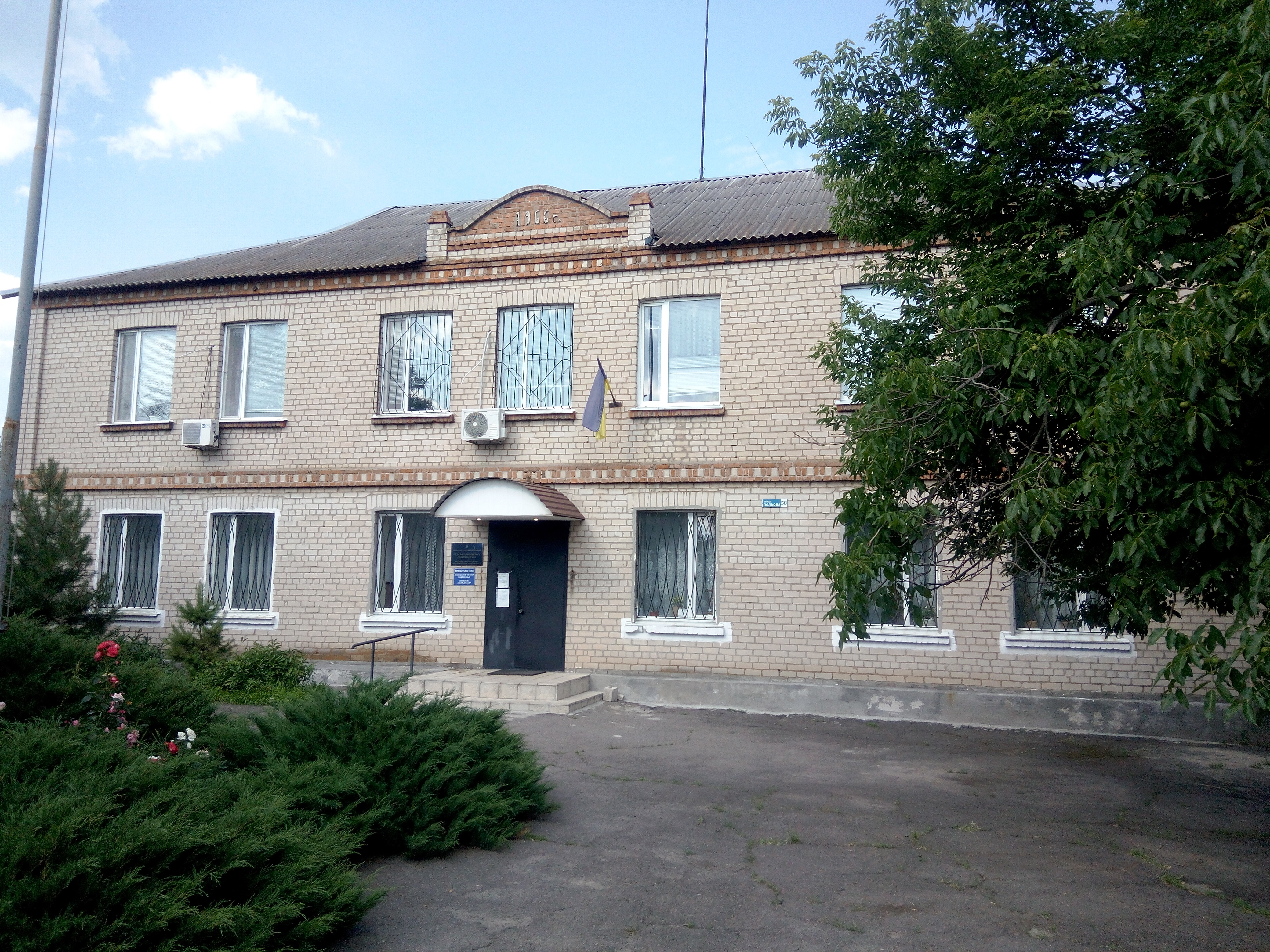
Сельский совет
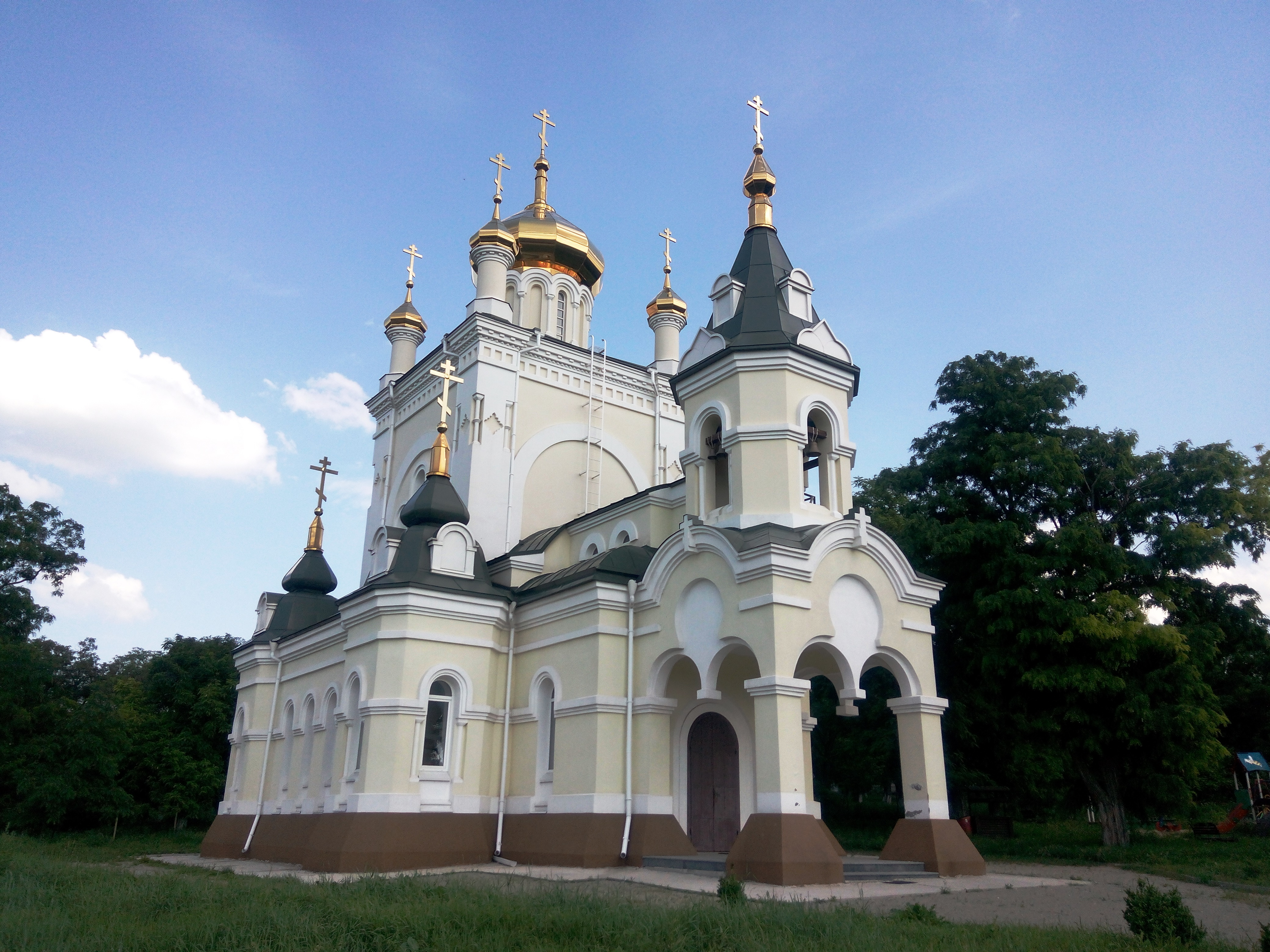
Храм Святого Духа
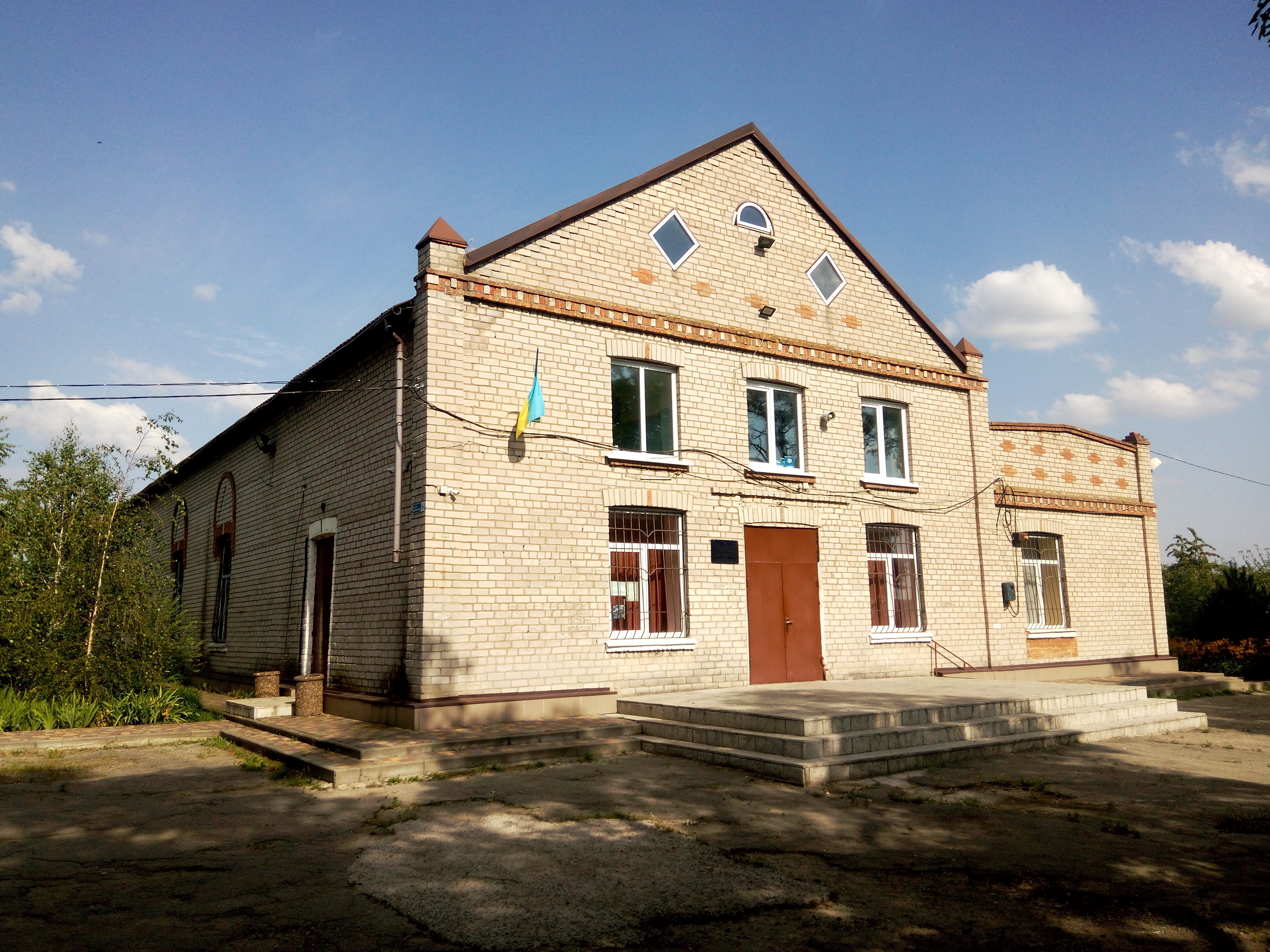
Культурно-досуговый центр
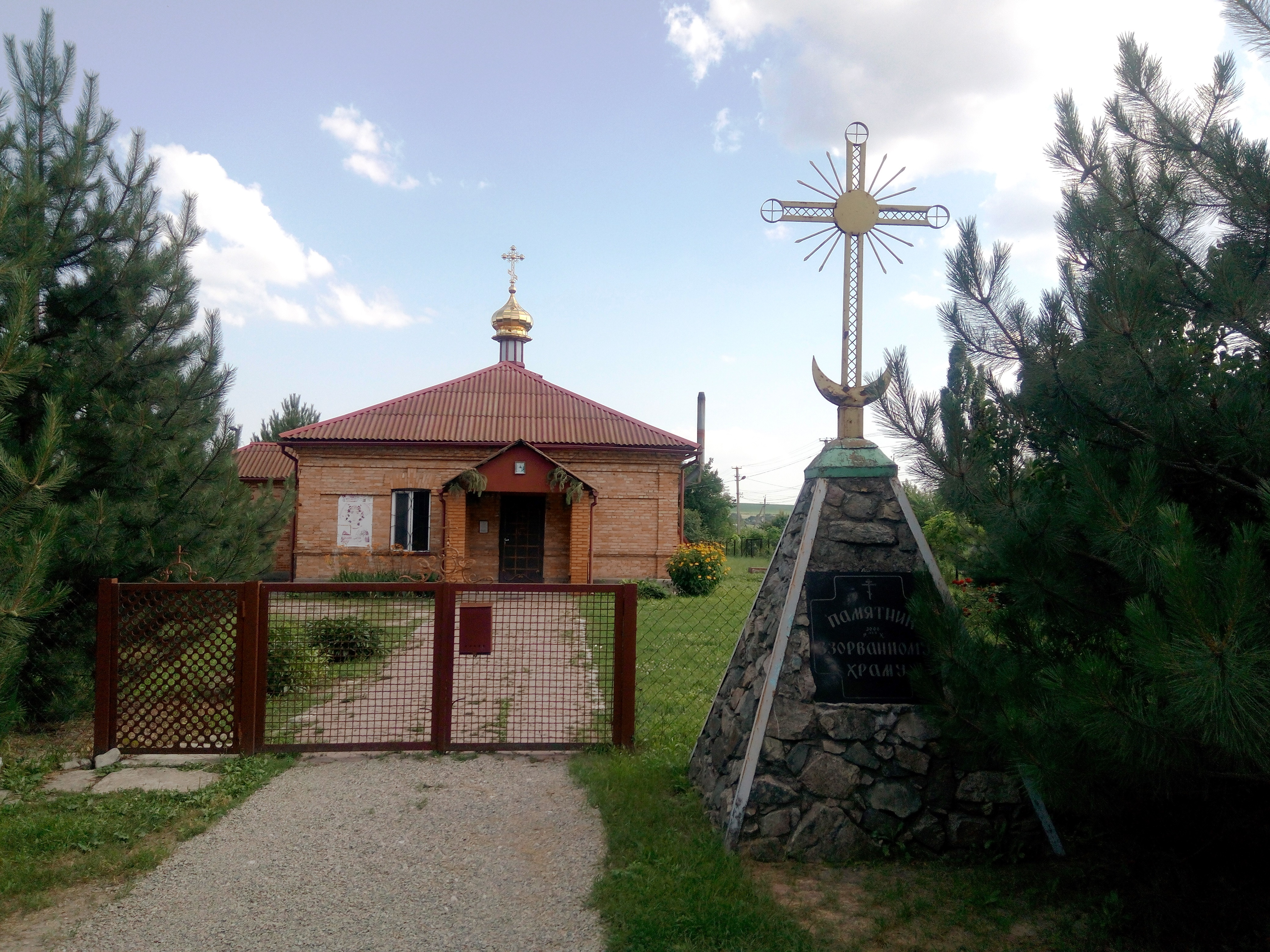
Памятник взорванному храму и церковь Святой Троицы
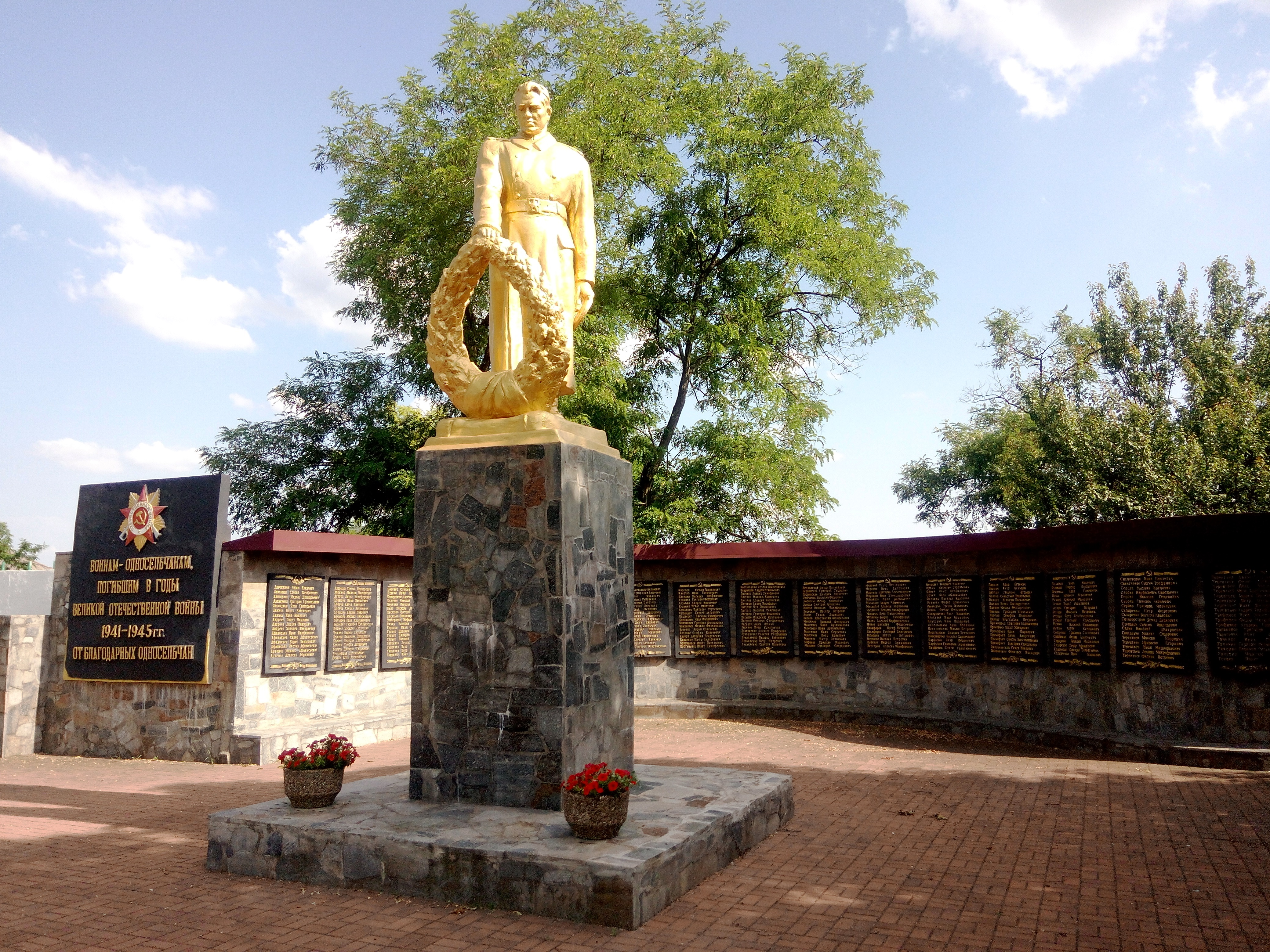
Мемориал советским воинам погибшим в боях во время ВОВ
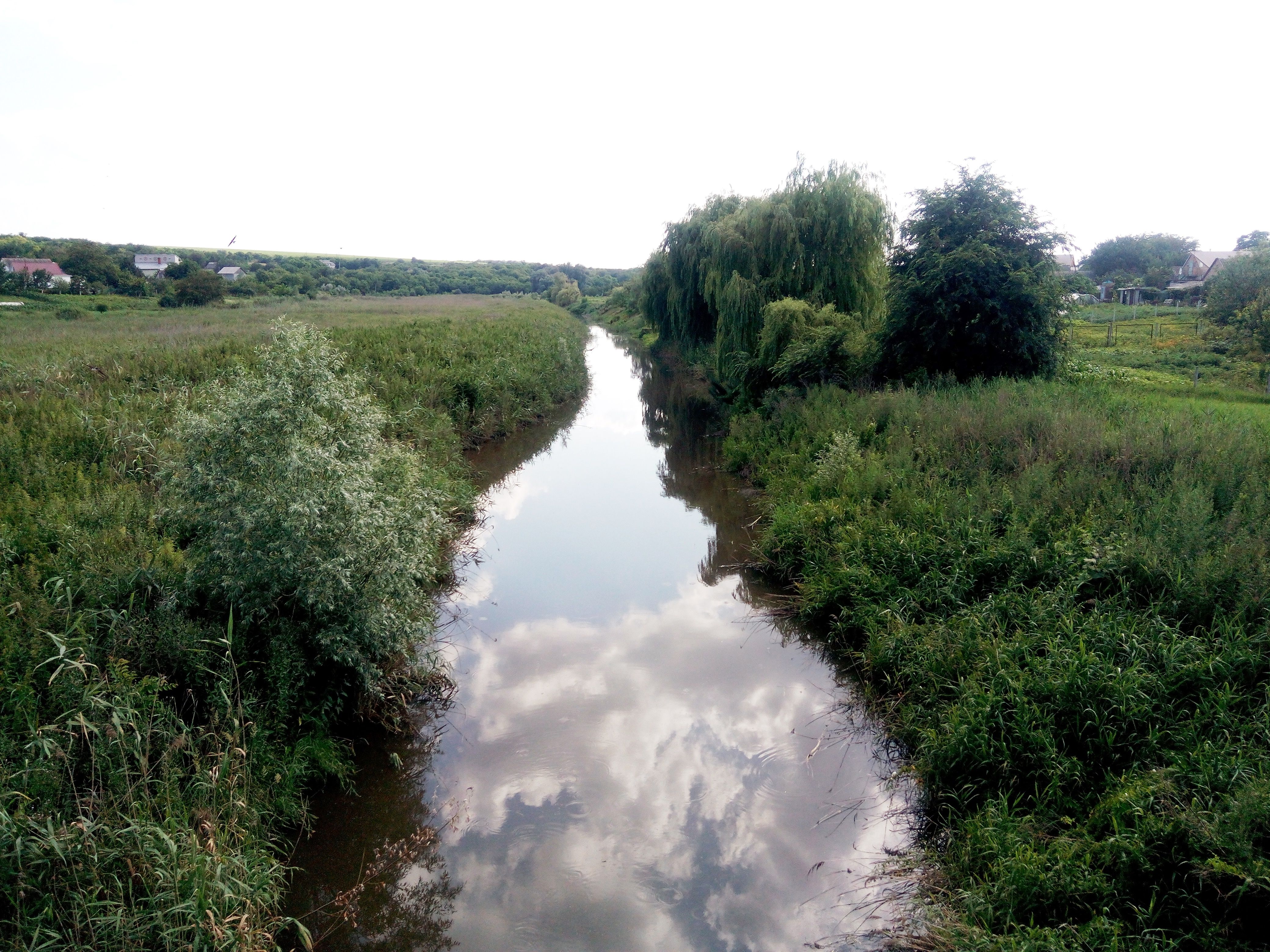
Вид на реку Мокрая Сура
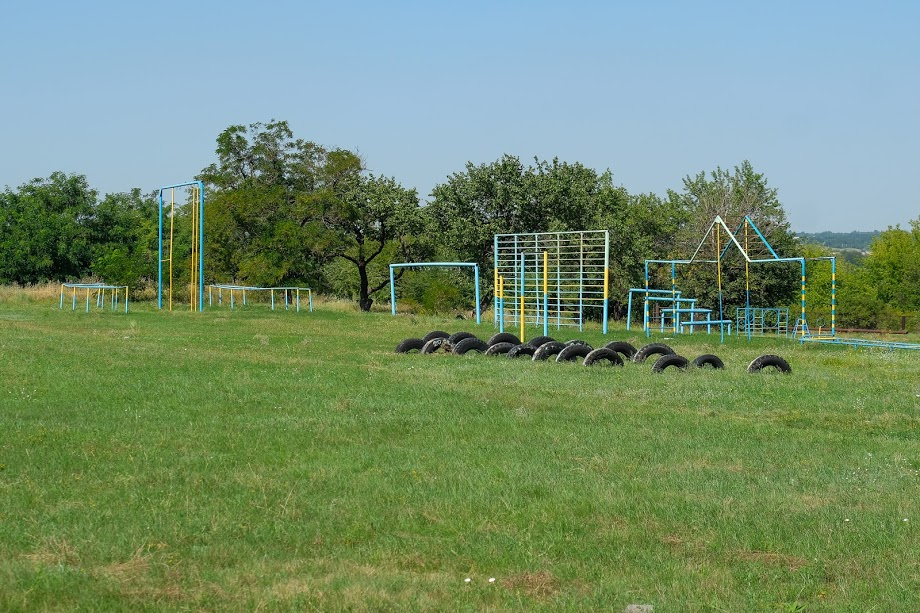
Стадион Сурско-Литовского лицея